# Zornica (obwód Burgas)
Zornica (bułg. Зорница) – wieś w południowej Bułgarii, w obwodzie Burgas, w gminie Sredec.
Wieś znajduje się na głównej drodze Burgas - Sredec - Jamboł.